# Hermann Wilker
Hermann Wilker (født 24. juli 1874 i Frankenthal, død 28. december 1941) var en tysk roer og olympisk guldvinder

## Karriere
Wilker deltog i firer med styrmand ved OL 1900 i Paris i en båd fra hans klub, Ludwigshafener Ruderverein, sammen med Carl Lehle, Ernst Felle, Otto Fickeisen og Franz Kröwerath. Ludwigshafen-båden vandt sit indledende heat over en spansk og en fransk båd og gik dermed i finalen, hvor en anden tysk båd fra Germania Ruder Club fra Hamborg vandt foran en hollandsk båd, mens Ludwigshafen-båden blev nummer tre og sidst.
I perioden 1909 til 1912 roede Wilker toer uden styrmand sammen med Otto Fickeisen, og de to var ubesejrede i 26 konkurrencer i denne periode.
Wilker var tilbage i fireren med styrmand ved OL 1912 i Stockholm. Bådens øvrige besætning bestod af Albert Arnheiter, brødrene Otto og Rudolf Fickeisen samt styrmand Otto Maier. Ludwigshafen-båden vandt sit indledende heat over en svensk båd og satte der olympisk rekord. I kvartfinalen roede de alene, og i semifinalen besejrede tyskerne Polyteknisk Roklub fra Danmark og forbedrede deres egens olympiske rekord fra indledende heat. I finalen var den tyske båd oppe mod en britisk båd fra Thames Rowing Club, og tyskerne vandt dette møde og sikrede sig dermed guldet.
Wilker fik udgivet en lærebog om sin sport med titlen Das Rudern. Han var mangeårigt medlem af bestyrelsen i Ludwigshafener Ruderverein, og ved OL 1936 fungerede han som dommer i rokonkurrencerne.

## OL-medaljer
- 1912:  Guld i firer med styrmand
- 1900:  Bronze i firer med styrmand